# Orientierungslauf-Weltmeisterschaften 2003
Die 20. Orientierungslauf-Weltmeisterschaften fanden vom 3. August bis 9. August 2003 in der Schweiz statt. Die Sprintrennen wurden in Rapperswil ausgetragen, die Mitteldistanzrennen in Trin, die Langdistanzrennen auf dem Eschenberg in Winterthur und die Staffeln im Gebiet des Pfannenstiels auf der Vorder Guldenen bei Egg. Organisatorisches Zentrum der Weltmeisterschaften war Rapperswil.

## Männer

### Sprint
| Platz | Land | Athlet            | Zeit        |
| ----- | ---- | ----------------- | ----------- |
| 1     | GBR  | Jamie Stevenson   | 12:44,7 min |
| 2     | CZE  | Rudolf Ropek      | 13:02,8 min |
| 3     | FRA  | Thierry Gueorgiou | 13:04,2 min |
| 4     | UKR  | Juri Omeltschenko | 13:08,7 min |
| 5     | RUS  | Michail Mamlejew  | 13:09,4 min |
| 6     | SUI  | David Schneider   | 13:18,1 min |

Titelverteidiger:  Jimmy Birklin

Ort: Rapperswil

Länge: 2,8 km

Steigung: 60 m

Posten: 18

### Mitteldistanz
| Platz | Land | Athlet              | Zeit      |
| ----- | ---- | ------------------- | --------- |
| 1     | FRA  | Thierry Gueorgiou   | 30:08 min |
| 2     | NOR  | Bjørnar Valstad     | 32:45 min |
| 3     | NOR  | Øystein Kristiansen | 33:08 min |
| 4     | FIN  | Pasi Ikonen         | 33:18 min |
| 5     | NOR  | Jørgen Rostrup      | 33:37 min |
| 6     | SVK  | Marián Dávidík      | 33:41 min |

Titelverteidiger:  Pasi Ikonen

Ort: Bot Fiena, Trin

Länge: 5,0 km

Steigung: 290 m

Posten: 21

### Langdistanz
| Platz | Land | Athlet            | Zeit      |
| ----- | ---- | ----------------- | --------- |
| 1     | SUI  | Thomas Bührer     | 1:48:20 h |
| 2     | UKR  | Juri Omeltschenko | 1:50:35 h |
| 3     | SWE  | Emil Wingstedt    | 1:51:01 h |
| 4     | DEN  | Carsten Jørgensen | 1:51:42 h |
| 5     | RUS  | Michail Mamlejew  | 1:51:55 h |
| 6     | NOR  | Bjørnar Valstad   | 1:52:00 h |

Titelverteidiger:  Jørgen Rostrup

Ort: Eschenberg, Winterthur

Länge: 14,4 km

Steigung: 500 m

Posten: 26

### Staffel
| Platz | Land | Athleten                                                   | Zeit      |
| ----- | ---- | ---------------------------------------------------------- | --------- |
| 1     | SWE  | Niclas Jonasson Mattias Karlsson Emil Wingstedt            | 1:58:42 h |
| 2     | FIN  | Jani Lakanen Jarkko Huovila Mats Haldin                    | 1:59:27 h |
| 3     | GBR  | Daniel Marston Jon Duncan Jamie Stevenson                  | 2:01:04 h |
| 4     | SUI  | David Schneider Thomas Bührer Marc Lauenstein              | 2:01:21 h |
| 5     | RUS  | Walentin Nowikow Roman Efimow Michail Mamlejew             | 2:02:07 h |
| 6     | UKR  | Pawlo Uschkwarok Wjatscheslaw Muchidinow Juri Omeltschenko | 2:02:21 h |

Titelverteidiger:  Jani Lakanen, Jarkko Huovila, Juha Peltola, Janne Salmi

Ort: Vorder Guldenen, Egg

Länge: 5,6 km / 8,4 km / 7,2 km

Steigung: 200 m / 370 m / 330 m

Posten: 11 / 19 / 18

## Frauen

### Sprint
| Platza | Land | Athletin               | Zeit        |
| ------ | ---- | ---------------------- | ----------- |
| 1      | SUI  | Simone Luder           | 13:21,3 min |
| 2      | SUI  | Marie-Luce Romanens    | 13:30,8 min |
| 3      | SWE  | Jenny Johansson        | 13:40,1 min |
| 4      | SUI  | Vroni König-Salmi      | 13:47,1 min |
| 5      | SWE  | Gunilla Svärd          | 14:24,6 min |
| 6      | NOR  | Anne Margrethe Hausken | 14:24,7 min |

Titelverteidigerin:  Vroni König-Salmi

Ort: Rapperswil

Länge: 2,6 km

Steigung: 60 m

Posten: 17

### Mitteldistanz
| Platza | Land | Athletin             | Zeit      |
| ------ | ---- | -------------------- | --------- |
| 1      | SUI  | Simone Luder         | 32:40 min |
| 2      | NOR  | Hanne Staff          | 32:57 min |
| 3      | FIN  | Heli Jukkola         | 33:32 min |
| 4      | SWE  | Jenny Johansson      | 35:08 min |
| 5      | NOR  | Elisabeth Ingvaldsen | 36:16 min |
| 6      | SWE  | Anette Granstedt     | 36:41 min |

Titelverteidigerin:  Hanne Staff

Ort: Bot Fiena, Trin

Länge: 4,5 km

Steigung: 250 m

Posten: 18

### Langdistanz
| Platza | Land | Athletin                   | Zeit      |
| ------ | ---- | -------------------------- | --------- |
| 1      | SUI  | Simone Luder               | 1:26:14 h |
| 2      | SWE  | Karolina Arewang Höjsgaard | 1:29:19 h |
| 3      | SUI  | Brigitte Wolf              | 1:32:52 h |
| 4      | SWE  | Emma Engstrand             | 1:33:59 h |
| 5      | SUI  | Sara Gemperle              | 1:34:28 h |
| 6      | POL  | Barbara Baczek             | 1:34:31 h |

Titelverteidigerin:  Simone Luder

Ort: Eschenberg, Winterthur

Länge: 11,8 km

Steigung: 350 m

Posten: 19

### Staffel
| Platz | Land | Athletinnen                                              | Zeit      |
| ----- | ---- | -------------------------------------------------------- | --------- |
| 1     | SUI  | Brigitte Wolf Vroni König-Salmi Simone Luder             | 1:57:41 h |
| 2     | SWE  | Gunilla Svärd Karolina Arewang Höjsgaard Jenny Johansson | 1:59:46 h |
| 3     | NOR  | Elisabeth Ingvaldsen Birgitte Husebye Hanne Staff        | 2:05:18 h |
| 4     | LTU  | Giedre Voveriene Vilma Rudzenskaite Ieva Sargautyte      | 2:07:51 h |
| 5     | CZE  | Dana Brožková Marta Štěrbová Martina Dočkalová           | 2:09:15 h |
| 6     | GBR  | Sarah Rollins Hannah Wootton Heather Monro               | 2:09:31 h |

Titelverteidigerinnen:  Reeta Kolkkala, Liisa Anttila, Marika Mikkola, Johanna Asklöf

Ort: Vorder Guldenen, Egg

Länge: 5,2 km / 7,0 km / 6,4 km

Steigung: 180 m / 320 m / 260 m

Posten: 13 / 20 / 16

## Medaillenspiegel
| Platz | Land                   | Gold | Silber | Bronze | Gesamt |
| ----- | ---------------------- | ---- | ------ | ------ | ------ |
| 1     | Schweiz                | 5    | 1      | 1      | 7      |
| 2     | Schweden               | 1    | 2      | 2      | 5      |
| 3     | Frankreich             | 1    | -      | 1      | 2      |
|       | Vereinigtes Königreich | 1    | -      | 1      | 2      |
| 5     | Norwegen               | -    | 2      | 2      | 4      |
| 6     | Finnland               | -    | 1      | 1      | 2      |
| 7     | Tschechien             | -    | 1      | -      | 1      |
|       | Ukraine                | -    | 1      | -      | 1      |